# 1917 في إيطاليا
فيما يلي قوائم الأحداث التي وقعت خلال عام 1917 في إيطاليا.

## أحداث
- 24 أكتوبر – معركة كابوريتو

- معركة مونتي جرابا

## مواليد

### يناير
- 13 يناير – أدولفو ليوني درّاج طريق إيطالي.

### مارس
- 23 مارس – أرماندو تيستا رسام إيطالي.
- 26 مارس – بول نيري درّاج طريق فرنسي.

### أبريل
- 6 أبريل – بيانكو بيانكي درّاج طريق إيطالي.

### نوفمبر
- 11 نوفمبر – روبرت فانو
- 17 نوفمبر – لياندرو ريمونديني لاعب ومدرب كرة قدم إيطالي.

## وفيات

### فبراير
- 10 فبراير – جون وليام ووترهاوس (مواليد 1849)
- 16 فبراير – جوليو روزاتي (مواليد 1858)

### أكتوبر
- 3 أكتوبر – إدواردو دي كابوا (مواليد 1865)